# Диреста, Рене
Рене ДиРеста (англ. Renée DiResta) — американская писательница, исследовательница в области онлайн-манипуляций, эксперт по вопросам дезинформации, спама, мошенничества и троллей; бывший научный руководитель Стэнфордской интернет-обсерватории, где работала с 2019 по 2024. Входит в совет Tech Policy Press. Лауреат Carl Sagan Prize for Science Popularization (2024).

## Биография
Родилась в 1981 году.
Будучи студенткой колледжа, стажировалась в ЦРУ. Начала свою карьеру программистом в JP Morgan.
Затем стала трейдером на Уолл-стрит (работала «во время финансового кризиса и европейского долгового кризиса»), после чего переключилась на сферу технологического венчурного капитала. Работала в логистическом стартапе Haven Inc. Она также пианистка и танцовщица латиноамериканских танцев, свинга и блюза. Как характеризовала её Энн  Эпплбаум: «Рене ДиРеста — полимат, которая добилась успеха во многих областях. Она работала на Уолл-стрит. Она была трейдером по акциям и деривативам. Она работала в венчурном капитале. Она работала в стартапах. Она также очень необычная личность, очень блестящая. И одна из вещей, которые всегда её интересовали — это очень большие аналитические задачи».
Замужем, есть сын 2013 г. р.

Её интерес к вопросам дезинформации изначально возник из-за онлайн-кампании против вакцин против кори — когда в 2015 году она была обеспокоена тем, что её ребёнок столкнется с риском заражения этой болезнью, которая была давно практически искоренена в Соединённых Штатах. Высказывалась про себя: «Я центрист — в Сан-Франциско это делает меня самым консервативным человеком в комнате — и я была разочарована ростом крайних взглядов с обеих сторон». Была основным докладчиком на конференции по кибербезопасности BlackHat в 2020 году. Публиковалась в The Atlantic и Wired, а также в национальных и международных новостных агентствах.
С 2022 года ДиРеста является членом Совета по ответственным социальным сетям, проекта лоббистской группы по реформированию избирательной кампании Issue One. Она критиковала контрольный пакет акций Meta Марка Цукерберга и приобретение Илоном Маском Twitter, призывая к большей прозрачности и подотчетности данных сайтов.
Автор книги The Hardware Startup: Building your Product, Business, and Brand. Также автор Invisible Rulers: The People Who Turn Lies Into Reality (Public Affairs, 2024, 436 pages) {Рец.}.
«Очень впечатляющей» для себя указывала книгу Ноама Хомского «Производство согласия».